# Pachyberis stigmaticalis
Pachyberis stigmaticalis är en tvåvingeart som beskrevs av James 1975. Pachyberis stigmaticalis ingår i släktet Pachyberis och familjen vapenflugor.
Artens utbredningsområde är Madagaskar. Inga underarter finns listade i Catalogue of Life.